# George Meyer
Pour les articles homonymes, voir Meyer.
George A. Meyer (né en 1956, en Pennsylvanie, États-Unis) est un producteur de télévision et scénariste américain, surtout connu pour la série Les Simpson.
Il a grandi dans l'Arizona, et a étudié à l'Université Harvard, où il a obtenu un diplôme en biochimie, en 1978.
Il est notamment préoccupé par l'environnement, et a coécrit le programme spécial Earth to America sur la chaîne TBS. La même année, une nouvelle découverte d'espèce de Rhacophoridae, du Sri Lanka, a été nommé Philautus poppiae d'après la fille de Meyer, Poppy, un hommage au dévouement de Meyer et de sa petite amie pour le Global Amphibian Assessment.

## Filmographie

### Scénariste

#### PourLes Simpson
| Année | Titre                           | Titre original              | Saison | Épisode | Réalisateur            |
| ----- | ------------------------------- | --------------------------- | ------ | ------- | ---------------------- |
| 1990  | L'Espion qui venait de chez moi | The Crepes of Wrath         | 1      | 11      | Wes Archer Milton Gray |
| 1990  | La Fugue de Bart                | Bart vs. Thanksgiving       | 2      | 7       | David Silverman        |
| 1991  | Le sang, c'est de l'argent      | Blood Feud                  | 2      | 22      | David Silverman        |
| 1991  | Lisa va à Washington            | Mr. Lisa Goes to Washington | 3      | 2       | Wes Archer             |
| 1991  | Simpson Horror Show II          | Treehouse of Horror II      | 3      | 7       | Jim Reardon            |
| 1992  | Le Flic et la Rebelle           | Separate Vocations          | 3      | 18      | Jeffrey Lynch          |
| 1992  | Homer l'hérétique               | Homer the Heretic           | 4      | 3       | Jim Reardon            |
| 1993  | Bart enfant modèle              | Bart's Inner Child          | 5      | 7       | Bob Anderson           |
| 1999  | Les Prisonniers du stade        | Sunday, Cruddy Sunday       | 10     | 12      | Steven Dean Moore      |
| 1999  | La Pilule qui rend sage         | Brother's Little Helper     | 11     | 2       | Mark Kirkland          |
| 2000  | Derrière les rires              | Behind the Laughter         | 11     | 22      | Mark Kirkland          |
| 2001  | Les parents trinquent           | The Parent Rap              | 13     | 1       | Mark Kirkland          |

#### Autre
- 1982-1984 : Late Night with David Letterman (48 épisodes)
- 1983-1986 : Not Necessarily the News (6 épisodes)
- 1984 : The New Show (5 épisodes)
- 1986 : Vanishing America
- 1991 : Saturday Night Live (71 épisodes)
- 1992-1993 : The Edge (20 épisodes)
- 2005 : Earth to America
- 2007 : Les Simpson, le film

### Producteur
- 1990-2005 : Les Simpson (322 épisodes)
- 2003 : Adam Sullivan (7 épisodes)
- 2004-2005 : Les Sauvages (12 épisodes)